# Movimento Unionista Italiano
Il Movimento Unionista Italiano fu un partito politico italiano di vita breve, apparso subito dopo la fine della Seconda guerra mondiale. L'obiettivo del partito era l'annessione dell'Italia agli Stati Uniti d'America. 
L'ex Presidente del Consiglio Vittorio Emanuele Orlando venne nominato presidente onorario.
Il 12 ottobre 1944 il sociologo Ugo Damiani, l'attivista scillese Santi Paladino, e il ricercatore ISTAT Corrado Gini fondarono il partito, che ebbe come emblema la bandiera a stelle e strisce, la bandiera italiana ed un mappamondo. Secondo i tre uomini, il governo degli Stati Uniti d'America avrebbe dovuto annettere tutte le nazioni libere e democratiche del pianeta, in modo da trasformarsi in un governo mondiale di tipo federale, in grado di mantenere la Terra in una condizione di pace perpetua.
Dopo aver ottenuto un discreto successo in varie amministrazioni meridionali, il partito concorse alle elezioni per l'Assemblea Costituente ottenendo lo 0,3% dei voti su scala nazionale e un seggio, assegnato a Damiani (eletto nel collegio unico nazionale).
Esso dichiarava di avere nel dicembre 1947 102.000 iscritti, 3120 circoli territoriali, 71 federazioni provinciali e 14 ispettori regionali.
Il suo progetto politico, mai avallato dal governo statunitense, si rivelò ben presto velleitario, tanto che due anni dopo la formazione si dissolse. La sua eredità fu raccolta dal Blocco Popolare Unionista, che partecipò alle politiche del 1948 ottenendo lo 0,2% dei voti.